# Plainview, Arkansas
Plainview là một thành phố thuộc quận Yell, tiểu bang Arkansas, Hoa Kỳ. Năm 2010, dân số của thành phố này là 608 người.

## Dân số
- Dân số năm 2000: 755 người.
- Dân số năm 2010: 608 người.